# Keep It Movin'
"Keep It Movin'" foi o primeiro single do álbum de estréia de Keke Palmer. Foi lançado para as rádios no dia 7 de agosto de 2007 para todo os Estados Unidos. Infelizmente, o single não foi bem sucedido.

## Videoclipe
O vídeo da música "Keep It Movin'", foi lançado na internet em 8 de agosto de 2007. O vídeo começa com Keke1  esperando o trem do metrô chegar. Cenas de performance são mostrados no entre elas. Keke2 está no trem cantando o refrão. Em seguida, o trem pára para pegar Keke1 que canta o primeiro verso. O próximo refrão é mostrado com as duas Keke's dançando nas ruas. Em seguida, perto do final do refrão as  o metrô pára e as Keke's 1 e 2 encontram outra Keke3, que canta o segundo verso. Em seguida, o terceiro refrão as três Keke's dançam nas ruas em uma festa de bairro.
Meech faz o seu verso com todas as três versões com todas as três Keke's dançando com ele.
Notas:

1 (estilo Hip Hop)

2 (estilo Cold/Laid Back)

3 (estilo Skatista)

## Censura
No segundo verso:Got 106 & Park on..., "106 & Park" foi removida em estações públicas, como a MTV, para não fazer propaganda de um programa que não pertence a MTV.
Disney Channel também editou a linha "Woke up in the morning and I see the sunshine, only got the summertime on my mind..." (em português:  Acordei de manhã e vejo a luz do sol, só tem o verão em minha mente ...), para "Woke up in the morning and I'm feeling all right, only got the weekend on my mind..." (em português:  "Acordei de manhã e estou me sentindo bem, só foi o fim de semana em minha mente ...), com uma voz aparentemente mais madura, possivelmente para fazê-lo soar mais infantil. Ele também remove completamente rap do Meech.
A edição de rádio no vídeo da música remove introdução rap do Meech, mas mantém o outro rap. Além disso, um segundo remix contéma participação de Slim Thug e Paul Wall.

## Histórico de lançamento
| Região         | Data                |
| -------------- | ------------------- |
| Europa         | 17 de julho de 2007 |
| Estados Unidos | 7 de agosto de 2007 |